# Чупа (Янишпольское сельское поселение)
Чупа́ (карел. Čuppu) — деревня в Кондопожском районе Республики Карелия Российской Федерации. Входит в состав Янишпольского сельского поселения.

## География
Деревня находится на берегу реки Суна.

## Население
| 2002 | 2009 | 2010 | 2013 |
| ---- | ---- | ---- | ---- |
| 21   | ↘13  | ↘11  | ↘8   |